# Bukowa Śląska (stacja kolejowa)
Bukowa Śląska – dawna węzłowa stacja kolejowa w miejscowości Bukowa Śląska, w województwie opolskim, w powiecie namysłowskim, w gminie Namysłów, w Polsce. 

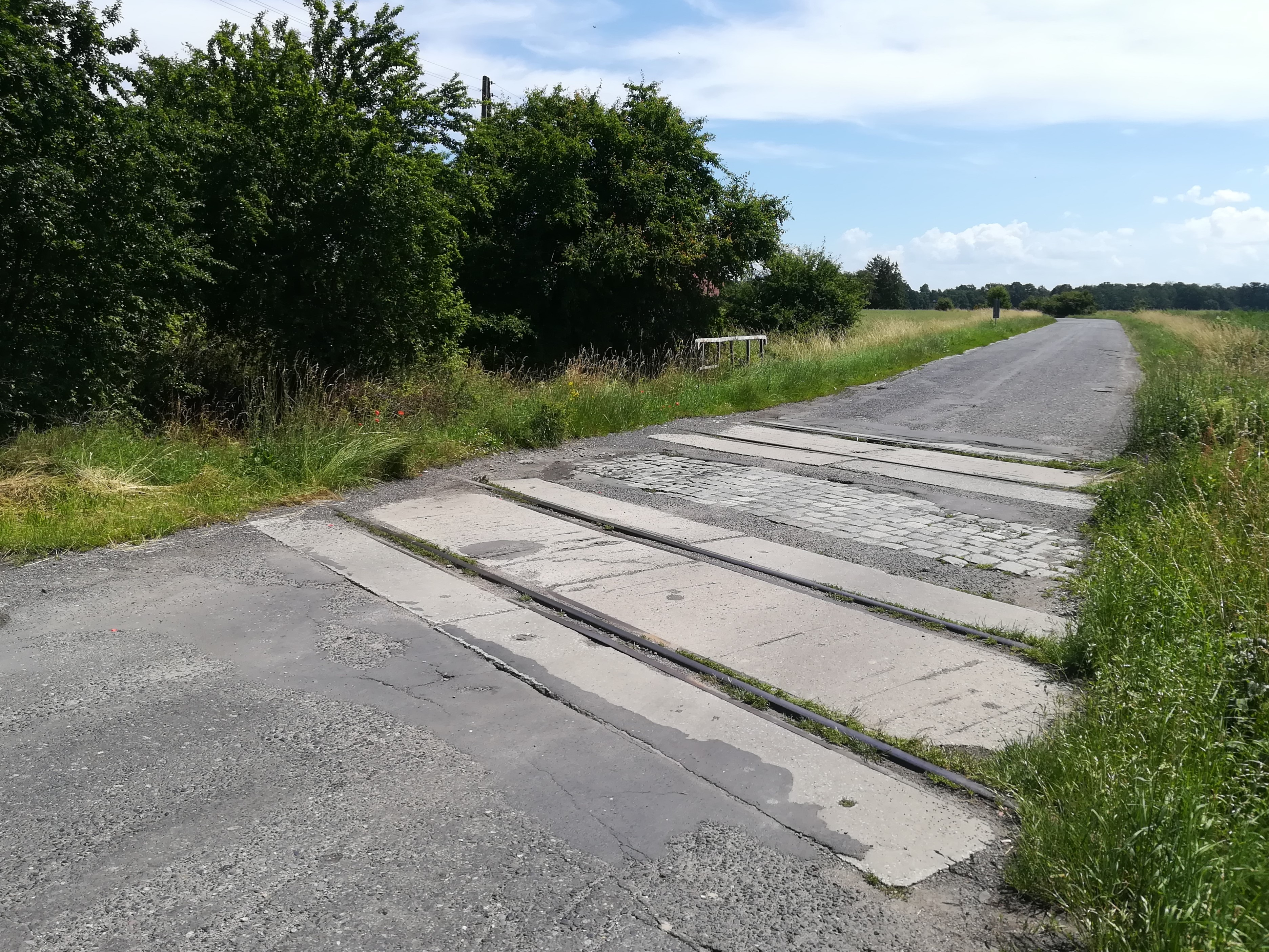
Wiązka torowisk w kierunku Kępna i Sycowa

| Bukowa Śląska                                             |  |                             |
| Linia nr 307 Namysłów - Kępno (8,483 km)                  |  |                             |
| Kamienna Namysłowskaodległość: 4,899 km                   |  | Rychtal odległość: 5,560 km |
| Linia nr 317 (D29-1985) Syców - Bukowa Śląska (29,850 km) |  |                             |
| Głuszynaodległość: 4,383 km                               |  |                             |